# OpéRett
Opé Rett est le nom donné à l'opération caritative pour lutter contre le syndrome de Rett.

## Le Fondateur
Amalric Gérard a mis un terme à sa carrière après avoir connu une forte notoriété depuis 2005. Il interprétait jusqu'en 2008 le personnage préféré de la série préférée des français Plus belle la vie. Depuis 2008, Amalric Gérard est papa d'une fille atteinte du syndrome de Rett. Fin 2013, il lance l'OpéRett (opération syndrome de Rett). En 2016, il crée le site internet www.operett.net pour promouvoir cette opération. En 2016, il réapparaît dans l'épisode Jusqu'au dernier de Section de recherches réalisé par Julien Zidi avec Selim Clayssen, avec 7.9 millions de téléspectateurs, cet épisode est le plus regardé tant à la télévision qu'en replay depuis la création de la série sur TF1 en 2006.

## L'Opération syndrome de Rett (OpéRett)
Cette opération a pour but de sensibiliser au syndrome de Rett causé par le  gène MECP qui est responsable du polyhandicap le plus répandu en France et dans le monde. De nombreux artistes apportent leur soutien à cette opération et notamment certaines actrices de Plus belle la vie. Pierre Bellemare aussi participe au tournage d'un film pour promouvoir l'OpéRett. Il y fait en direct un appel aux dons pour financer la recherche.

## Réalisation
2016 : Tournage de l'Histoire la plus extraordinaire de Pierre Bellemare à l'Institut Européen de Journalisme de Paris au profit de l'OpéRett.